# Teorema de Menelaus
O teorema de Menelaus é útil na resolução de problemas envolvendo triângulos e está relacionado com conjuntos de determinados
pontos que são colineares, ou com conjuntos de segmentos que são concorrentes.

## Demonstração
Considere um triângulo {\displaystyle ABC} e uma reta {\displaystyle r} que corte os lados {\displaystyle AC}, {\displaystyle AB} e o prolongamento de {\displaystyle BC} nos pontos {\displaystyle L}, {\displaystyle M} e {\displaystyle N}, respectivamente.
Traça-se as perpendiculares que saem dos vértices do triângulo {\displaystyle ABC} à reta {\displaystyle r}.
Façamos semelhança de triângulos.
{\displaystyle BPM\sim AQM}
{\displaystyle {\frac {MA}{MB}}={\frac {h_{2}}{h_{1}}}}
{\displaystyle NRC\sim NPB}
{\displaystyle {\frac {NB}{NC}}={\frac {h_{1}}{h_{3}}}}
{\displaystyle RLC\sim ALQ}
{\displaystyle {\frac {LC}{LA}}={\frac {h_{3}}{h_{2}}}}

Multipliquemos as três equações:
{\displaystyle {\frac {MA}{MB}}\cdot {\frac {NB}{NC}}\cdot {\frac {LC}{LA}}={\frac {h_{2}}{h_{1}}}\cdot {\frac {h_{1}}{h_{3}}}\cdot {\frac {h_{3}}{h_{2}}}}

Finalmente:
{\displaystyle {\frac {MA}{MB}}\cdot {\frac {NB}{NC}}\cdot {\frac {LC}{LA}}=1}

## Aplicação
No triângulo {\displaystyle ABC}, determine a razão {\displaystyle {\frac {EA}{EC}}}.
Aplicando o teorema de Menelaus, temos:
{\displaystyle {\frac {FA}{FB}}\cdot {\frac {DB}{DC}}\cdot {\frac {EC}{EA}}=1}
{\displaystyle {\frac {4}{1}}\cdot {\frac {5}{3}}\cdot {\frac {EC}{EA}}=1}
{\displaystyle {\frac {EC}{EA}}={\frac {3}{20}}}
{\displaystyle {\frac {EA}{EC}}={\frac {20}{3}}}

## Menelau, o criador do teorema

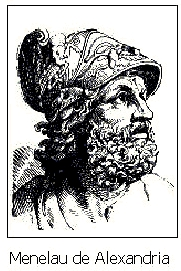
Menelau, o criador do teorema.

Menelau nasceu em Alexandria, Egito por volta de 100 d.C foi astrônomo e geômetra, foi o primeiro a escrever a definição de triângulos esféricos, produziu um tratado sobre cordas num círculo, em seis livros, porém vários deles se perderam. Felizmente o seu tratado Sphaerica, em três livros, se preservou numa versão árabe e o trabalho mais antigo conhecido sobre trigonometria esférica. Menelau também continuou os trabalhos de Hiparco em trigonometria, mas demonstrou interessantíssimo teorema, que leva o seu nome. Ardente defensor da geometria clássica e criador do tradicional teorema de Menelau escreveram várias obras de trigonometria e geometria. Menelau morreu em lugar incerto, talvez na própria Alexandria.